# 부터브로트
부터브로트(독일어: Butterbrot)는 버터를 바른 빵이다. 빵 위에 버터나 마가린을 바르고 치즈나 소시지, 햄 등 한두 가지 토핑을 올린 음식을 가리키기도 하는데, 이것이 러시아와 다른 동유럽 국가에서 부테르브로트(러시아어: бутерброд)로 알려져 있기도 하다.

## 이름
독일어 "부터브로트(Butterbrot)"는 "버터"를 뜻하는 "부터(Butter)"와 "빵"을 뜻하는 "브로트(Brot)"의 합성어로, "버터 빵"이라는 뜻이다.

## 역사
중세 후기 독일 북부에서는 효모로 발효시킨 호밀빵에 단단한 가염버터를 발라 먹었다.

## 만들기
주로 호밀빵이나 통밀빵을 비롯한 갈색빵에 버터나 마가린을 바르고, 그 위에 치즈나 소시지, 햄 등 한두 가지 토핑을 올려 만든다.

## 사진 갤러리

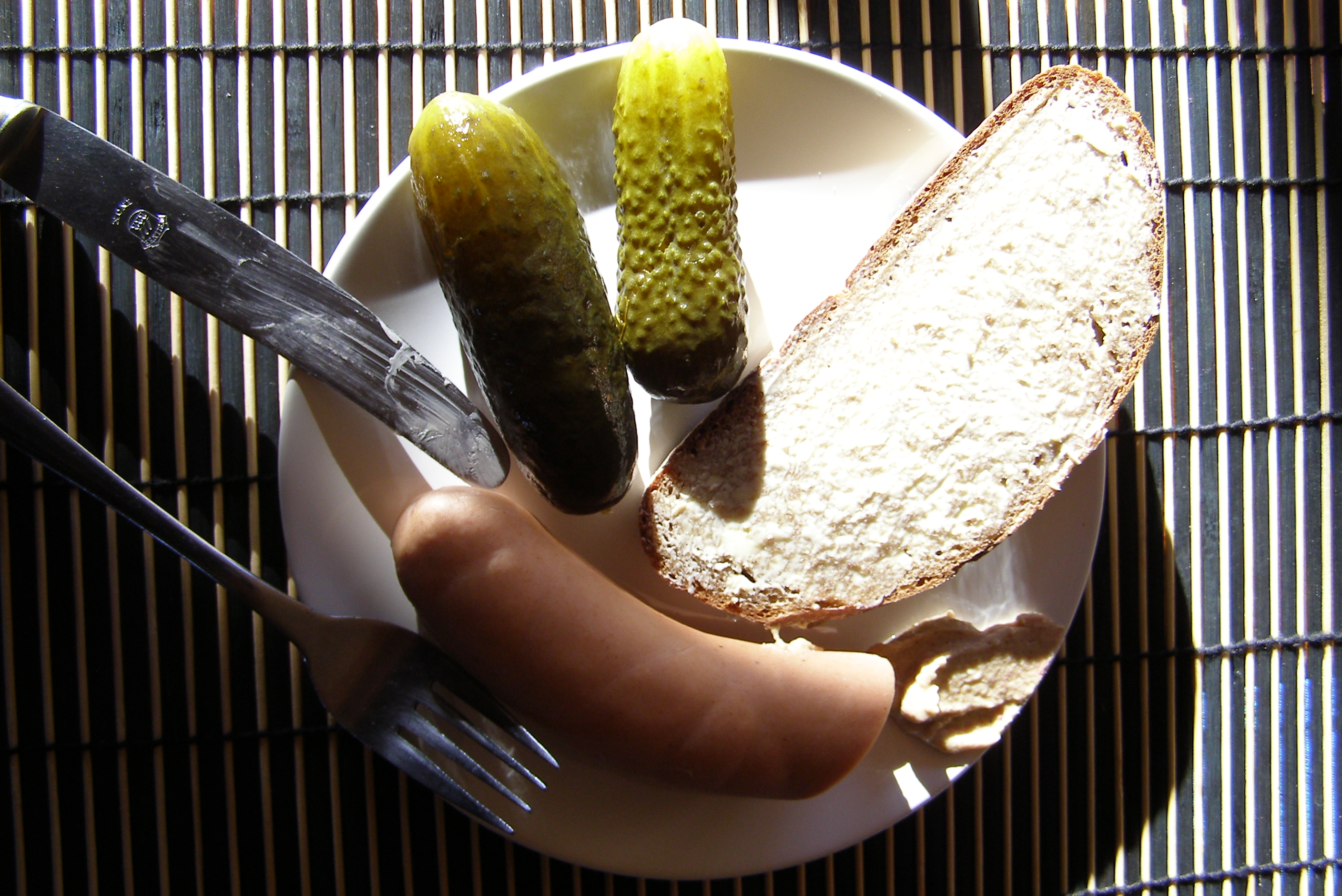
독일식 아침 식사 (부터브로트, 피클, 보크부르스트, 겨자 소스)
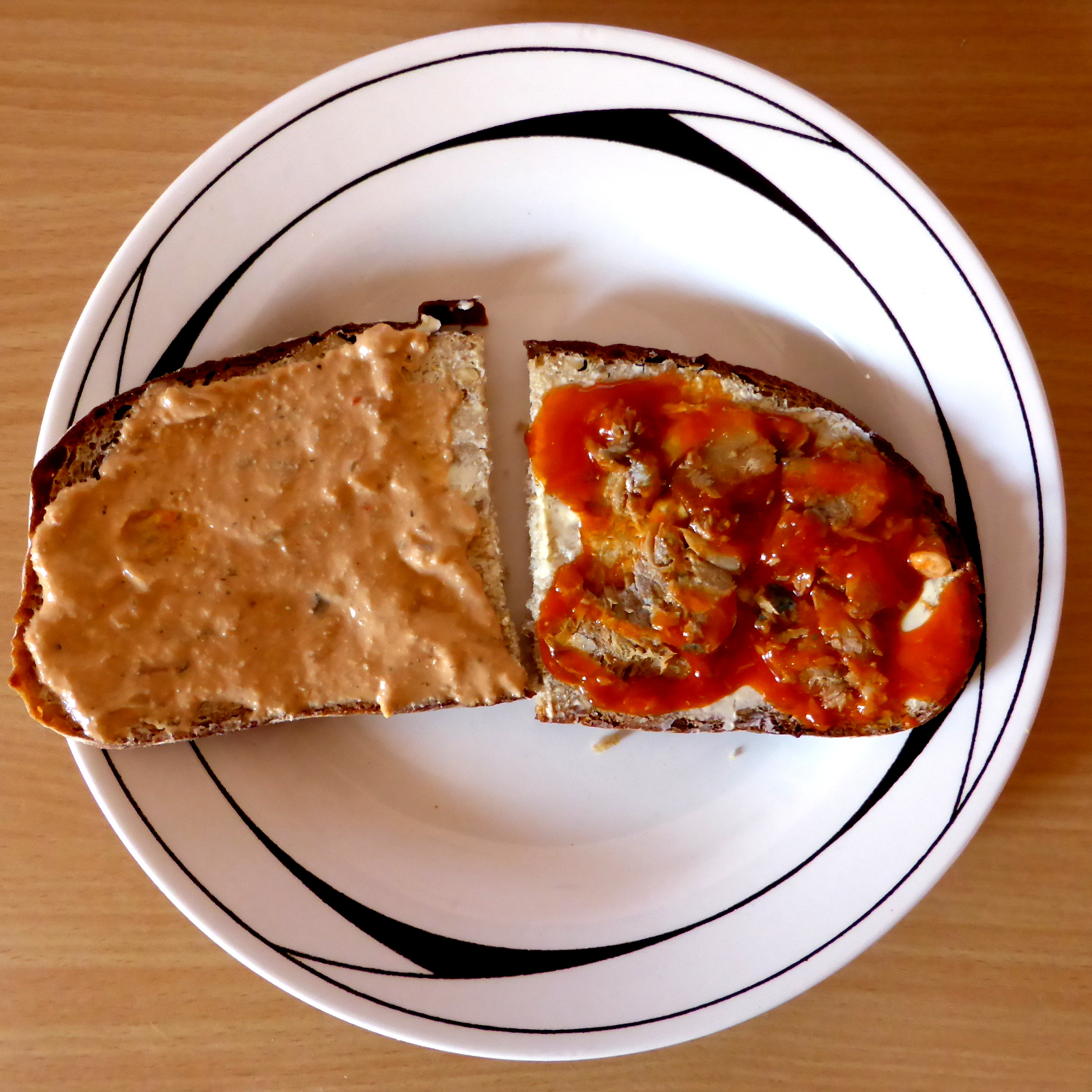
가지 스프레드를 올린 부터브로트와 토마토 소스에 익힌 생선을 올린 부터브로트
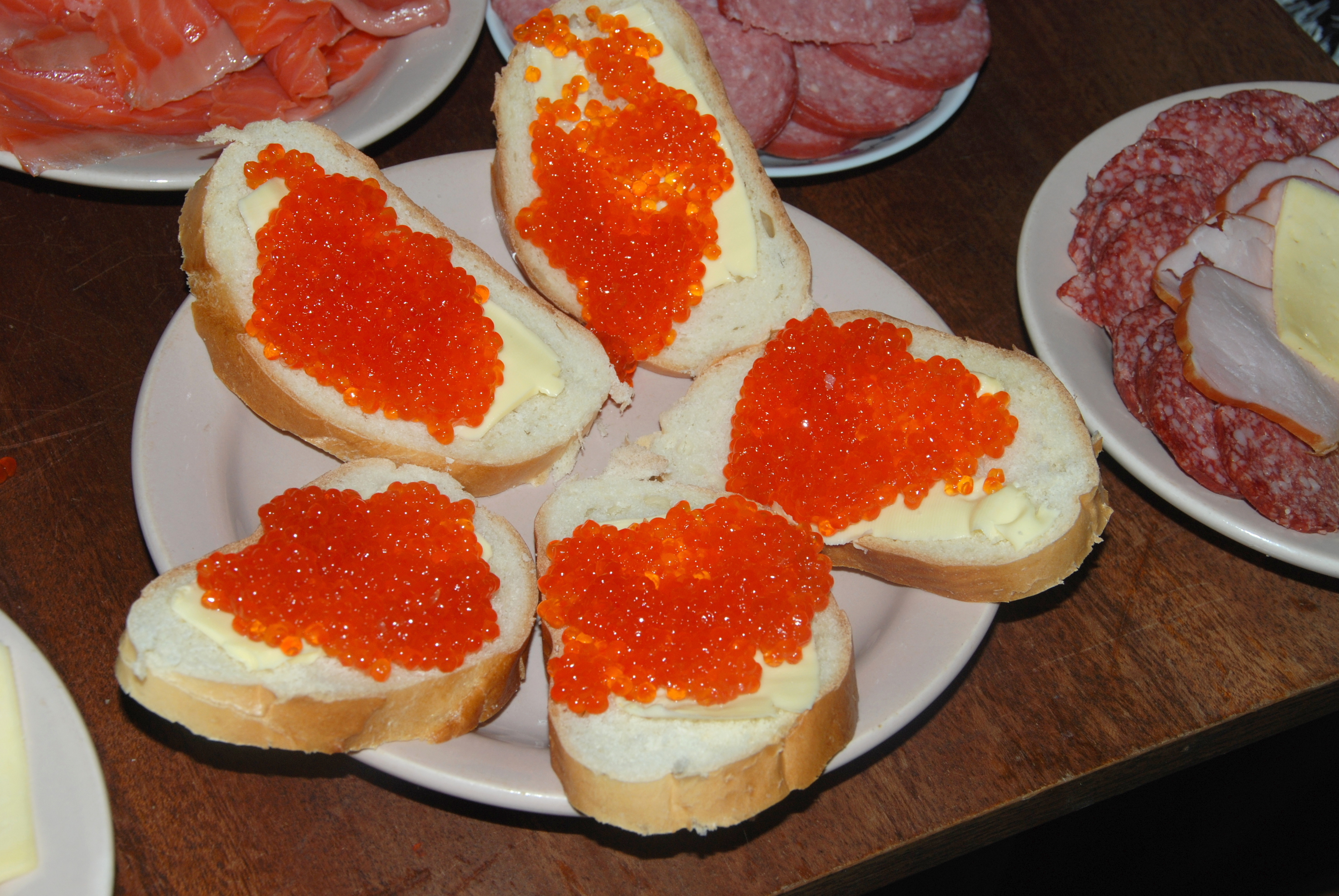
캐비아를 올린 러시아식 부테르브로트
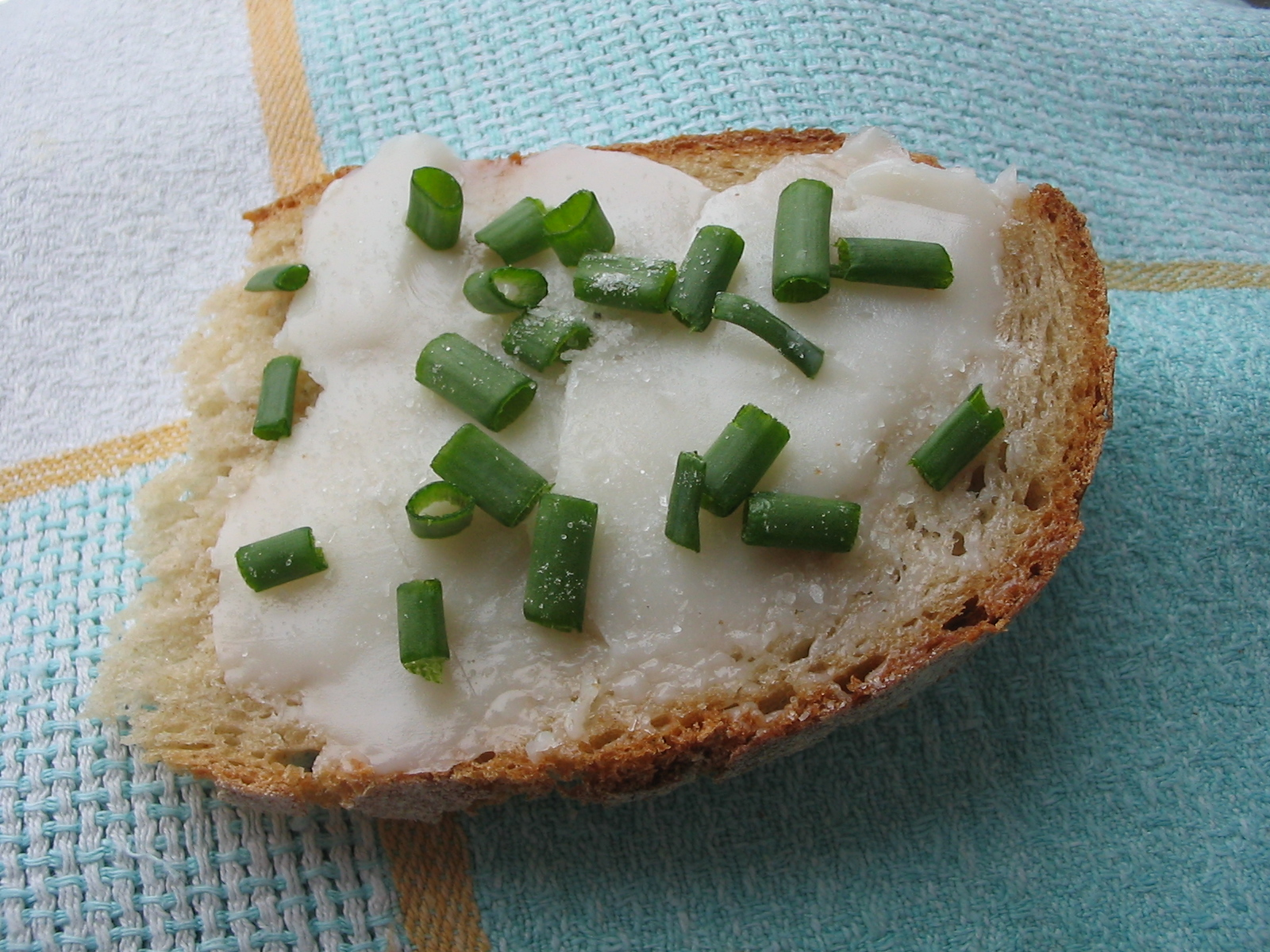
라드와 파를 올린 우크라이나식 부테르브로트

## 같이 보기
- 브루스케타
- 스뫼레브뢰드
- 오픈 샌드위치
- 타르틴